# 1929年世界大賽
1929年的世界大賽是由代表美聯的費城運動家與代表國聯的芝加哥小熊對決。最後運動家以4勝1敗擊敗小熊，拿下世界大賽冠軍。
第一戰，運動家隊的Howard Ehmke完投9局送出13K，打破1906年艾德·沃爾許的世界大賽單局12K紀錄，這項紀錄在1953年被Carl Erskine以單局14K打破。
第4戰，運動家在0比8落後，7局下單局得10分完成不可思議的大逆轉。Mule Hass在該局擊出場內全壘打，是20世紀最後一位在世界大賽擊出場內全壘打的球員。直到2015年世界大賽第一戰的艾爾西迪斯·艾斯科巴才又達成此成就。
總教練：康尼·馬克（運動家）、喬·麥卡錫（小熊）。
裁判：（國聯）、（美聯）、（國聯）、（美聯）。

## 總結
美聯 費城運動家（4）- 國聯 芝加哥小熊（1）
| 場次 | 比數              | 日期     | 地點       | 觀眾   |
| ---- | ----------------- | -------- | ---------- | ------ |
| 1    | 運動家 3，小熊 1  | 10月8日  | 瑞格利球場 | 50,740 |
| 2    | 運動家 9，小熊 3  | 10月9日  | 瑞格利球場 | 49,987 |
| 3    | 小熊 3，運動家 1  | 10月11日 | 西貝公園   | 29,921 |
| 4    | 小熊 8，運動家 10 | 10月12日 | 西貝公園   | 29,921 |
| 5    | 小熊 2，運動家 3  | 10月14日 | 西貝公園   | 29,921 |

## 逐場結果

### 第一戰：10月8日
| 費城運動家                                                                                       | 0 | 0 | 0 | 0 | 0 | 0 | 1 | 0 | 2 | 3 | 6 | 1 |
| 芝加哥小熊                                                                                       | 0 | 0 | 0 | 0 | 0 | 0 | 0 | 0 | 1 | 1 | 8 | 2 |
| 勝投： Howard Ehmke (1–0) 敗投： 查理·魯特 (0–1) 全壘打： 運動家：吉米·法克斯 (7上,1分) 小熊：無 |   |   |   |   |   |   |   |   |   |   |   |   |

前6局，雙方形成投手戰，比分維持在0比0。直到7局上，吉米·法克斯擊出陽春砲，為運動家打破鴨蛋。
9局上，小熊隊的Woody English連續兩個守備失誤讓運動家攻佔滿壘。Bing Miller再擊出安打得到2分保險。9局下，小熊追回一分，但攻勢未能延續，以1比3輸掉首戰。
Howard Ehmke完投9局並送出13K，打破了1906年白襪隊艾德·沃爾許的世界大賽單局12K紀錄。

### 第二戰：10月9日
| 費城運動家 | 0 | 0 | 3 | 3 | 0 | 0 | 1 | 2 | 0 | 9 | 12 | 0 |
| 芝加哥小熊 | 0 | 0 | 0 | 0 | 3 | 0 | 0 | 0 | 0 | 3 | 11 | 1 |
| 勝投： George Earnshaw (1–0) 敗投： Pat Malone (0–1) 救援成功： 雷夫提·葛洛夫 (1) 全壘打： 運動家：吉米·法克斯 (3上,3分)、艾爾·西蒙斯 (8上,2分) 小熊：無 |   |   |   |   |   |   |   |   |   |   |    |   |

吉米·法克斯在第3局擊出3分砲讓運動家先馳得點。4局上，Mule Haas在滿壘擊出滾地球送回第4分。Malone在保送下一棒後被艾爾·西蒙斯擊出安打再掉2分。這支安打也把Malone打退場。
5局下，小熊單局5支一壘安打追回三分打破鴨蛋。7局上，運動家再得一分，比分為7比3。
8局上，艾爾·西蒙斯敲出2分砲再把領先差距拉大。最後運動家守住小熊最後反撲，順利收下第2勝。

### 第三戰：10月11日
| 芝加哥小熊                                         | 0 | 0 | 0 | 0 | 0 | 3 | 0 | 0 | 0 | 3 | 6 | 1 |
| 費城運動家                                         | 0 | 0 | 0 | 0 | 1 | 0 | 0 | 0 | 0 | 1 | 9 | 1 |
| 勝投： Guy Bush (1–0) 敗投： George Earnshaw (1–1) |   |   |   |   |   |   |   |   |   |   |   |   |

在主場連敗2場的小熊，在比賽前半段攻勢依舊靜悄悄。
5局下，運動家先靠著Bing Miller的安打拿下第一分。
6局上，小熊靠著運動家三壘手Jimmy Dykes守備失誤加上Kiki Cuyler超前比數的一壘安打，單局得到3分。
運動家先發投手George Earnshaw雖然完投9局送出10K，被敲出6支安打失3分，但等不到打線支援，悲情吞下完投敗。

### 第四戰：10月12日
| 芝加哥小熊 | 0 | 0 | 0 | 2 | 0 | 5 | 1  | 0 | 0 | 8  | 10 | 2 |
| 費城運動家 | 0 | 0 | 0 | 0 | 0 | 0 | 10 | 0 | X | 10 | 15 | 2 |
| 勝投： Eddie Rommel (1–0) 敗投： Sheriff Blake (0–1) 救援成功： 雷夫提·葛洛夫 (2) 全壘打： 小熊：Charlie Grimm (4上,2分) 運動家：艾爾·西蒙斯 (7下,1分)、Mule Haas (7下,3分) |   |   |   |   |   |   |    |   |   |    |    |   |

拿下第3戰的小熊，似乎也得到了信心。從第4局開始攻勢。Charlie Grimm擊出2分砲先馳得點。
6局上，運動家先發Jack Quinn被連續敲出4支安打退場。接替的Rube Walberg面隊投手前滾地球卻發生傳球失誤再掉2分。該局小熊攻下5分大局。
7局上，羅傑·霍斯比擊出三壘安打，Kiki Cuyler再敲出安打送回小熊第8分。
眼看小熊就要收下勝利，戰況卻在7局下風雲變色。
艾爾·西蒙斯先敲出全壘打助運動家打破鴨蛋。接下來連續4棒敲出一壘安打追回2分。運動家的Max Bishop也擊出一壘安打送回運動家第4分。也把小熊先發查理·魯特打退場。
接替的Art Nehf在一三壘有人時面對Mule Haas，Haas擊出3分打點的場內全壘打。比分來到7比8，運動家僅以一分落後。
Sheriff Blake接替投出保送而退場的Art Nehf投球，也擋不住運動家的攻勢，被吉米·法克斯和艾爾·西蒙斯敲出一壘安打，兩隊8比8平手。
Pat Malone成為小熊隊該局的第4任投手，他一上來就對Bing Miller投出觸身球搞成滿壘。接下來Jimmy Dykes擊出二壘安打成為重傷害，運動家10比8超前。 雖然Malone連續投出2次三振化解危機，但是小熊已陷入落後局面。
雷夫提·葛洛夫上來後援8、9兩局，投出6上6下。讓運動家取得聽牌優勢。

### 第五戰：10月14日
| 芝加哥小熊                                                                                      | 0 | 0 | 0 | 2 | 0 | 0 | 0 | 0 | 0 | 2 | 8 | 1 |
| 費城運動家                                                                                      | 0 | 0 | 0 | 0 | 0 | 0 | 0 | 0 | 3 | 3 | 6 | 0 |
| 勝投： Rube Walberg (1–0) 敗投： Pat Malone (0–2) 全壘打： 小熊：無 運動家：Mule Haas (9下,2分) |   |   |   |   |   |   |   |   |   |   |   |   |

已經聽牌的運動家避免夜長夢多，派出第一戰表現神勇的Howard Ehmke先發。而小熊派出前一場才上場救援的Pat Malone先發。
4局上，Ehmke先抓到2出局，卻遲遲抓不到第3個出局數。Charlie Grimm和Zack Taylor的連續安打送回2分。運動家也立刻把Ehmke換下，改由Rube Walberg上場，而Walberg也馬上送出三振化解危機。
Pat Malone這次表現亮眼，前8局完全沒有失分，徹底封鎖運動家打線。
9局下半一出局，Max Bishop先擊出安打上壘，Mule Haas敲出關鍵追平轟，讓Malone挑戰完封失敗。2出局後又被艾爾·西蒙斯擊出二壘安打，面對吉米·法克斯，Malone選擇敬遠抓下一棒Bing Miller，不過他卻被Miller敲出再見安打，小熊2比3遭到逆轉敗。運動家最終以4勝1敗拿下世界大賽冠軍。

## 外部連結
- Almanac網站上關於1929年世界大賽的頁面（页面存档备份，存于）
- MLB官網裡的1929年世界大賽頁面（页面存档备份，存于）
- Reference網站上關於1929年世界大賽的頁面（页面存档备份，存于）
- 1929年世界大賽逐場比賽結果以及每一球詳細紀錄[]